# Prefektura Miyagi
Prefektura Miyagi (jap. 宮城県 Miyagi-ken) – prefektura znajdująca się w regionie Tōhoku, w Japonii. Jej stolicą jest miasto Sendai. Prefektura ma powierzchnię 7 282,29 km². W 2020 r. mieszkało w niej 2 301 996 osób, w 980 549 gospodarstwach domowych (w 2010 r. 2 348 165 osób, w 900 352 gospodarstwach domowych)  .

## Położenie
Miyagi, prefektura położona na północno-wschodnim wybrzeżu wyspy Honsiu (Honshū) nad Oceanem Spokojnym. Leży w południowej części regionu Tōhoku. Geograficznie dzieli się na siedem regionów. Graniczy z prefekturami: Yamagata, Akita, Fukushima, Iwate.

## Wybrzeże Sanriku
Wybrzeże Sanriku (Sanriku-kaigan) to skalista linia brzegowa z niezliczonymi zatokami, klifami i zatoczkami, która rozciąga się na ponad 300 km wzdłuż wybrzeża Pacyfiku w regionie Tōhoku, obejmując prefektury: Aomori, Iwate i Miyagi. Ze względu na swoje naturalne piękno jest ona od dawna atrakcją turystyczną, a znaczna jej część należy do Sanriku Reconstruction National Park (Sanriku Fukkō Kokuritsu Kōen).
Wybrzeże Sanriku jest okresowo nawiedzane przez potężne tsunami. W dniu 11 marca 2011 r. najsilniejsze kiedykolwiek zarejestrowane trzęsienie ziemi wywołało ogromne,  niszczycielskie tsunami, które uderzyło wzdłuż Sanriku. Zginęło około 20 tys. ludzi, a dziesiątki tysięcy budynków zostało zmytych z powierzchni ziemi. Wiele miast straciło całe dzielnice, a kilka miasteczek i wiosek zostało prawie całkowicie zniszczonych. Proces odbudowy potrwa jeszcze kilka lat.

## Matsushima
Matsushima słynie z zatoki, która jest pełna wysepek porośniętych sosnami i od wieków jest uznawana za jeden z trzech najbardziej malowniczych widoków w Japonii. Małe miasteczko znane jest również ze świątyni buddyzmu zen o nazwie Zuigan-ji, jednej z najważniejszych w regionie Tōhoku.

### Zuigan-ji
Zuigan-ji została założona w 828 roku jako świątynia szkoły Tendai, następnie przekształcona w świątynię zen w okresie Kamakura (1192–1333), a po latach upadku przywrócona do sławy przez daimyō Masamune Date (1567–1636), który w 1609 roku przebudował ją na rodzinną świątynię. Na jej terenie znajduje się Muzeum Sztuki Zuigan-ji, gdzie eksponowane są niektóre skarby świątyni, w tym złote przesuwane drzwi fusuma i artefakty klanu Date, jak naturalnej wielkości drewniana figura ubranego w zbroję Masamune.

### Entsū-in
Tuż obok Zuigan-ji zbudowano w 1647 roku świątynię buddyjską Entsū-in, w której mieści się mauzoleum Mitsumune Date (zmarł w wieku 19 lat), wnuka Masamune Date. Świątynia została poświęcona bogini miłosierdzia Bosatsu Kannon. W mauzoleum znajduje się posąg młodego pana na białym koniu w otoczeniu jego najbardziej oddanych wyznawców, którzy po jego śmierci popełnili rytualne samobójstwo. Wnętrze ozdobione jest złotymi liśćmi i ozdobnymi malowidłami o zachodniej symbolice, ponieważ klan Date interesował się chrześcijaństwem (m.in. wysłał posłów do papieża w Rzymie) i zachodnią technologią.

## Galeria

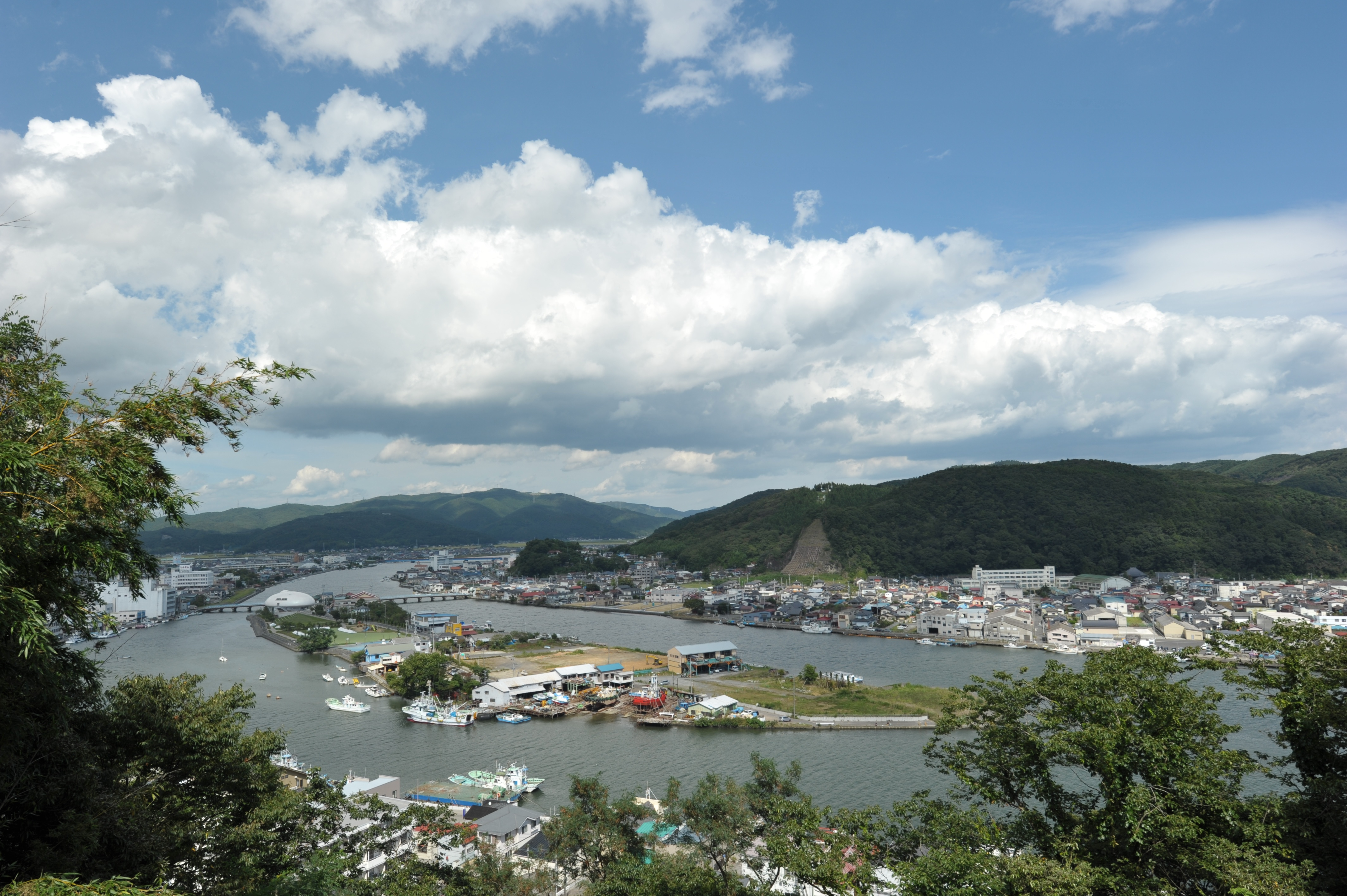
Ishinomaki, rzeka Kitakami (249 km)
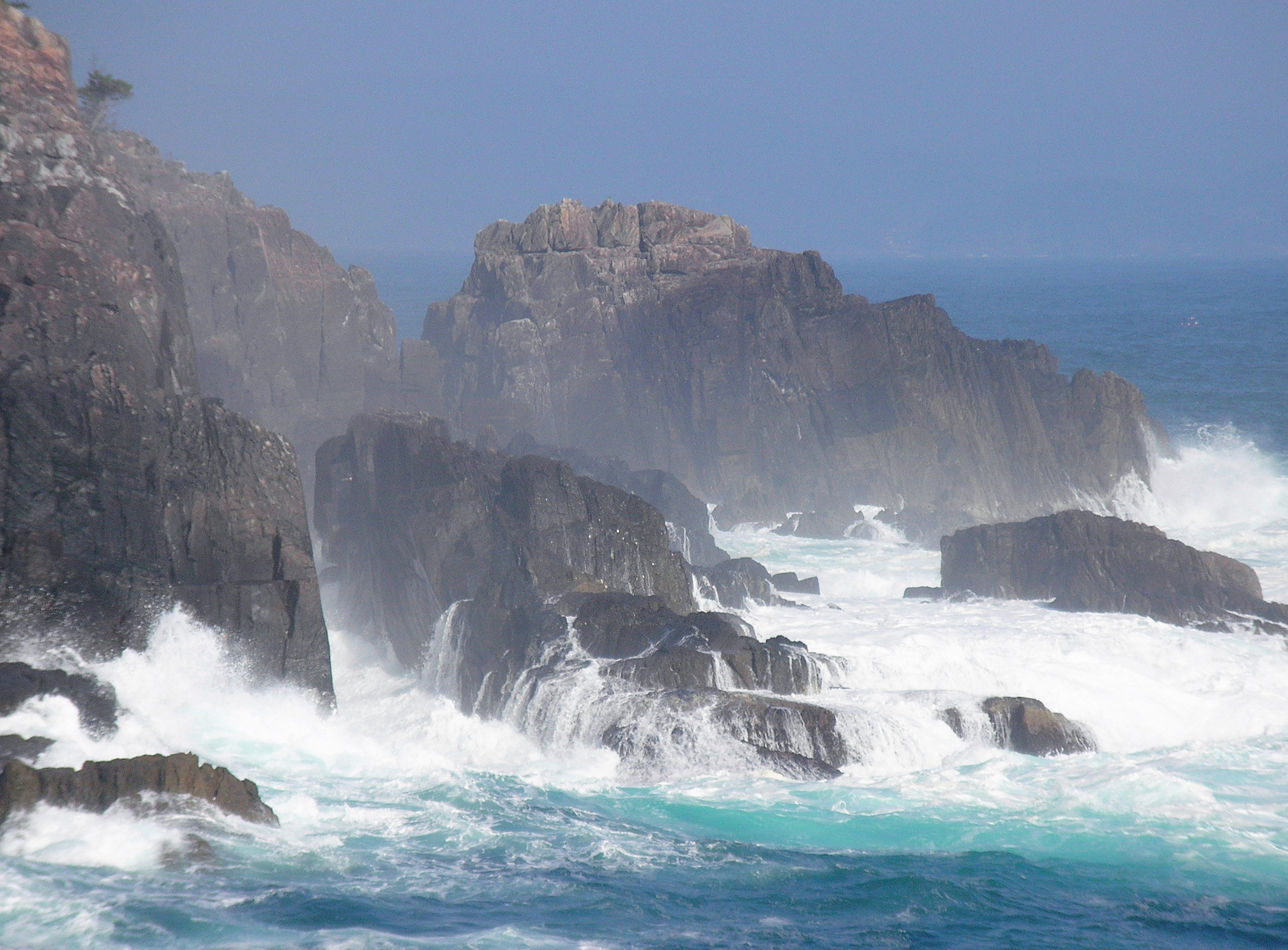
Kesennuma, wybrzeże
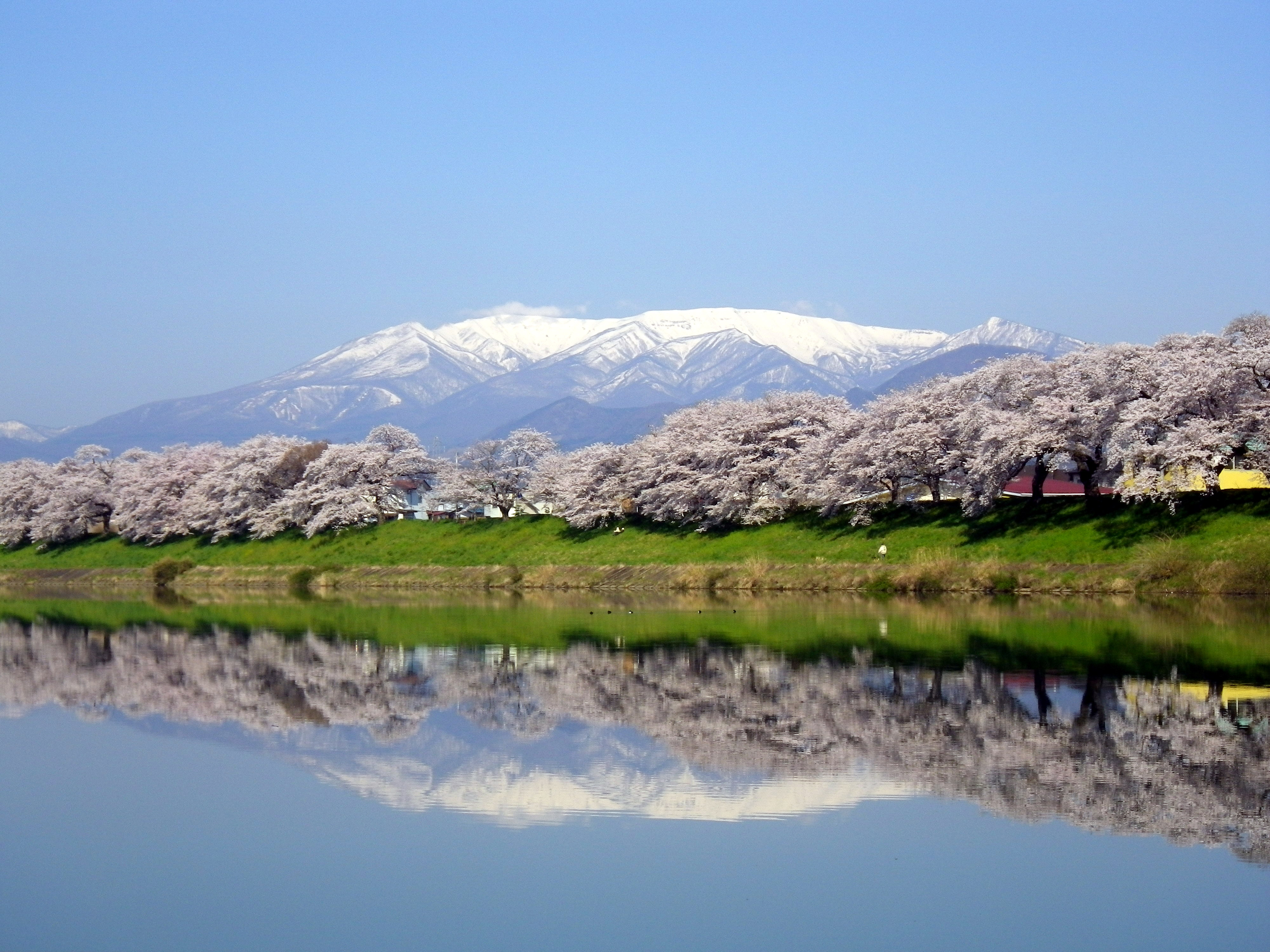
Góra Zaō, sakura, rzeka Shiroishi (60 km)
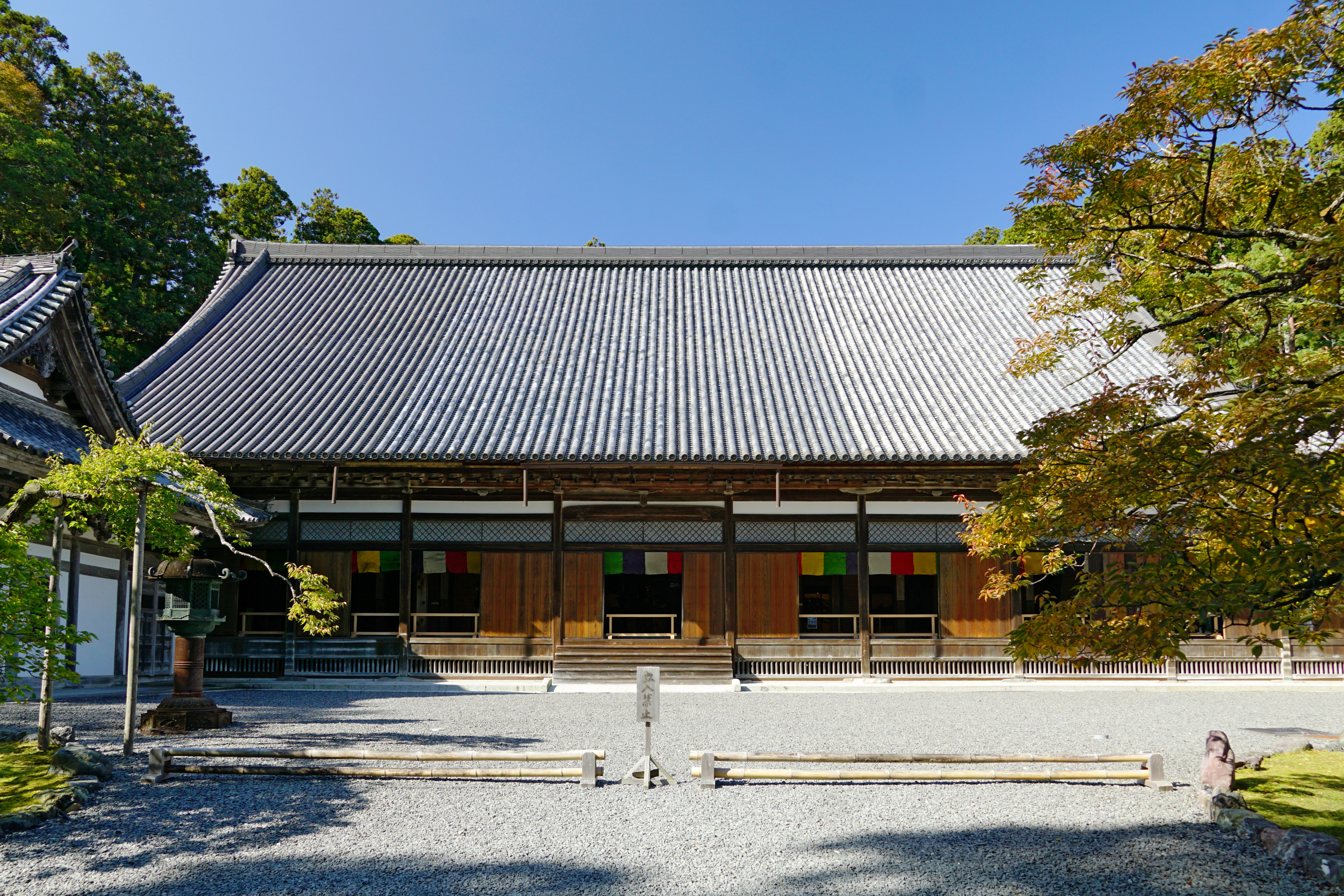
Matsushima, Zuigan-ji

## Miasta
Miasta leżące w prefekturze Miyagi:

- Higashimatsushima
- Ishinomaki
- Iwanuma
- Kakuda
- Kesennuma
- Kurihara
- Natori
- Ōsaki
- Sendai
- Shiogama
- Shiroishi
- Tagajō
- Tome
- Tomiya

### Miasteczka i wioski
- Powiat Igu
  - Marumori
- Powiat Kami
  - Kami
  - Shikama
- Powiat Katta
  - Shichikashuku
  - Zaō
- Powiat Kurokawa
  - Ōhira
  - Ōsato
  - Taiwa
- Powiat Miyagi
  - Matsushima
  - Rifu
  - Shichigahama
- Powiat Motoyoshi
  - Minamisanriku
- Powiat Oshika
  - Onagawa
- Powiat Shibata
  - Kawasaki
  - Murata
  - Ōgawara
  - Shibata
- Powiat Tōda
  - Misato
  - Wakuya
- Powiat Watari
  - Watari
  - Yamamoto

| Nazwa                                                | Nazwa                 | Nazwa    | Powierzchnia (km²) | Ludność   | Kod jednostki | Powiat    | Mapa |
| Polska nazwa                                         | Rōmaji                | Kanji    | Powierzchnia (km²) | Ludność   | Kod jednostki | Powiat    | Mapa |
| ---------------------------------------------------- | --------------------- | -------- | ------------------ | --------- | ------------- | --------- | ---- |
| Higashimatsushima                                    | Higashimatsushima-shi | 東松島市 | 101,30             | 39 098    | 04214         |           |      |
| Ishinomaki                                           | Ishinomaki-shi        | 石巻市   | 554,55             | 140 151   | 04202         |           |      |
| Iwanuma                                              | Iwanuma-shi           | 岩沼市   | 60,45              | 44 068    | 04211         |           |      |
| Kakuda                                               | Kakuda-shi            | 角田市   | 147,53             | 27 976    | 04208         |           |      |
| Kami                                                 | Kami-machi            | 加美町   | 460,67             | 21 943    | 04445         | Kami      |      |
| Kawasaki                                             | Kawasaki-machi        | 川崎町   | 270,77             | 8 345     | 04324         | Shibata   |      |
| Kesennuma                                            | Kesennuma-shi         | 気仙沼市 | 332,44             | 61 147    | 04205         |           |      |
| Kurihara                                             | Kurihara-shi          | 栗原市   | 804,97             | 64 637    | 04213         |           |      |
| Marumori                                             | Marumori-machi        | 丸森町   | 273,30             | 12 262    | 04341         | Igu       |      |
| Matsushima                                           | Matsushima-machi      | 松島町   | 53,56              | 13 323    | 04401         | Miyagi    |      |
| Minamisanriku                                        | Minamisanriku-chō     | 南三陸町 | 163,40             | 12 225    | 04606         | Motoyoshi |      |
| Misato                                               | Misato-machi          | 美里町   | 74,99              | 23 994    | 04505         | Tōda      |      |
| Murata                                               | Murata-machi          | 村田町   | 78,38              | 10 666    | 04322         | Shibata   |      |
| Natori                                               | Natori-shi            | 名取市   | 98,18              | 78 718    | 04207         |           |      |
| Ōgawara                                              | Ōgawara-machi         | 大河原町 | 24,99              | 23 571    | 04321         | Shibata   |      |
| Ōhira                                                | Ōhira-mura            | 大衡村   | 60,32              | 5 849     | 04424         | Kurokawa  |      |
| Onagawa                                              | Onagawa-chō           | 女川町   | 65,35              | 6 430     | 04581         | Oshika    |      |
| Ōsaki                                                | Ōsaki-shi             | 大崎市   | 796,81             | 127 330   | 04215         |           |      |
| Ōsato                                                | Ōsato-chō             | 大郷町   | 82,01              | 7 813     | 04422         | Kurokawa  |      |
| Rifu                                                 | Rifu-chō              | 利府町   | 44,89              | 35 182    | 04406         | Miyagi    |      |
| Sendai                                               | Sendai-shi            | 仙台市   | 786,35             | 1 096 704 | 04100         |           |      |
| Shibata                                              | Shibata-machi         | 柴田町   | 54,03              | 38 271    | 04323         | Shibata   |      |
| Shichigahama                                         | Shichigahama-machi    | 七ヶ浜町 | 13,19              | 18 132    | 04404         | Miyagi    |      |
| Shichikashuku                                        | Shichikashuku-machi   | 七ヶ宿町 | 263,09             | 1 262     | 04302         | Katta     |      |
| Shikama                                              | Shikama-chō           | 色麻町   | 109,28             | 6 698     | 04444         | Kami      |      |
| Shiogama                                             | Shiogama-shi          | 塩竈市   | 17,37              | 52 203    | 04203         |           |      |
| Shiroishi                                            | Shiroishi-shi         | 白石市   | 286,48             | 32 758    | 04206         |           |      |
| Tagajō                                               | Tagajō-shi            | 多賀城市 | 19,69              | 62 827    | 04209         |           |      |
| Taiwa                                                | Taiwa-chō             | 大和町   | 225,49             | 28 786    | 04421         | Kurokawa  |      |
| Tome                                                 | Tome-shi              | 登米市   | 536,12             | 76 037    | 04212         |           |      |
| Tomiya                                               | Tomiya-shi            | 富谷市   | 49,18              | 51 651    | 04216         |           |      |
| Wakuya                                               | Wakuya-chō            | 涌谷町   | 82,16              | 15 388    | 04501         | Tōda      |      |
| Watari                                               | Watari-chō            | 亘理町   | 73,60              | 33 087    | 04361         | Watari    |      |
| Yamamoto                                             | Yamamoto-chō          | 山元町   | 64,58              | 12 046    | 04362         | Watari    |      |
| Zaō                                                  | Zaō-machi             | 蔵王町   | 152,83             | 11 418    | 04301         | Katta     |      |
| Prefektura Miyagi                                    | Miyagi-ken            | 宮城県   | 7 282,29           | 2 301 996 | 04            |           |      |
| * Miasta (shi) nie znajdują się w żadnym z powiatów. |                       |          |                    |           |               |           |      |

## Wydarzenia chronologiczne
- IV w. n.e. - tereny  należały do prowincji Yamato
- 646 r. n.e. - reforma Taika i powstanie prowincji  Mutsu.
- 14 lipca 1871 r. –  likwidacja systemu han. Wszystkie hany stały się "prefekturami".

## Transport

### Lotniska
- Port lotniczy Sendai

### Koleje
- Japońska Kolej Wschodnia (JR  East)
  - Tōhoku Shinkansen
  - Główna linia Tōhoku
  - oraz linie: Senzan, Senseki, Jōban, Ishinomaki, Rikūtō, Kesennuma, Ōfunato

### Drogi

#### Drogi płatne
- Autostrady (drogi ekspresowe): Jōban, Yamagata, Tōhoku, Sanriku

#### Autostrady krajowe
- Numery: 4, 6, 45, 47, 48, 108, 113, 284, 286, 342, 346, 347, 349, 398, 399, 456, 457.

## Turystyka

### Miejsca godne zwiedzenia
- Zuigan-ji
- Ōsaki Hachiman-gū, chram shintō w Sendai